# Margo Waterval
Margo Waterval (Paramaribo, 18 maart 1948) is een Surinaams onderwijzer, jurist en diplomaat. Ze is docent Rechtsgeleerdheid aan de Anton de Kom Universiteit van Suriname (AdeKUS). Acht jaar lang was ze lid van het Mensenrechtencomité van de VN. Sinds 2021 is ze plaatsvervangend Agent van Staat bij de mensenrechtencommissie van de OAS.

## Biografie
Margo Waterval begon haar loopbaan als onderwijzer op een lagere school en gaf daarna meer dan vijfentwintig jaar les in Nederlands en Engels op het voortgezet onderwijs. Op latere leeftijd begon ze met een studie rechten aan de AdeKUS. Ze slaagde hier in 1998 en vervolgens voor een vervolgstudie in internationaal recht In 2001 aan de Law School van de American University in Washington. Hierna deed ze nog vervolgstudies in mensenrechten en humanitair recht in San José (Costa Rica), Trinidad en Tobago en Barbados.
Aan de AdeKUS is ze docent in mensenrechten, internationaal humanitair recht en diplomatiek/consulair recht. Daarnaast schrijft ze in binnenlandse en buitenlandse publicaties. Als voorzitter van de Surinaamse afdeling van Amazon Conservation Team bracht ze met de Surinaamse regering de grondgebieden van marrons en inheemsen in beeld in lijn met de uitspraken van het Inter-Amerikaans Hof voor de Rechten van de Mens. In 2010 was ze voorzitter van de kiescommissie van het Nationale Jeugdparlement.
In 2010 werd ze als eerste Surinamer ooit gekozen tot lid van het Mensenrechtencomité van de Verenigde Naties (OHCHR). Ze werd gekozen uit 16 kandidaten. Het is gevestigd in Genève. In 2013 werd ze gekozen tot een van de drie vicevoorzitters van het comité en in 2014 werd haar comitélidmaatschap met vier jaar verlengd. In 2021 werd ze aangesteld als plaatsvervangend Agent van Staat bij de mensenrechtencommissie van de Organisatie van Amerikaanse Staten (OAS), als vervanger van Roy Baidjnath Panday; beide op het gebied van mensenrechten. Ze is daarnaast eigenaar van het adviesbureau Watra Human Rights Consultancy.
Ze werd verkozen tot een van de twaalf Surinaamse helden op de Iconenkalender voor 2022 van NAKS.